# 한기 (조위)
한기(韓曁, 158년 이전 ~ 238년)은 중국 삼국 시대 조위의 관료로, 자는 공지(公至)며 남양군 자양현(堵陽縣) 사람이다. 한왕 신의 후손으로, 하동태수 한술(韓術)의 손자이자 남군태수 한순(韓純)의 아들이다.

## 생애
군의 호족 진무(陳茂)가 아버지와 형을 모함하여 사형을 당하게 하자, 겉으로는 아무 내색도 않으면서 품팔이로 돈을 벌어 몰래 사람을 구해 원수를 갚았고, 이 일로 유명해졌다. 효렴(孝廉)으로 천거되고 사공에게 벽소되었으나 도리어 성명을 바꾸고 노양의 산 속으로 은거 · 피란했다. 산민들이 무리지어 행인들을 노략하려 하자, 가재를 흩어 우주(牛酒)를 제공하고 우두머리를 설득하여 교화시켰다. 원술(袁術)의 초빙을 피하여 산도(山都)의 산으로 들어갔고, 형주목 유표(劉表)의 부름에도 응하지 않고 천릉(孱陵)의 경계로 달아났으나 유표가 깊은 한을 품었으므로 이를 두려워하여 출사해, 의성장(의성현의 현장)이 되었다.
건안 13년(208), 조조(曹操)가 유종(劉琮)을 굴복시켜 형주를 손에 넣고, 한기를 벽소하여 승상사조속으로 삼았고, 나중에는 악릉태수가 되었고, 감야알자로 옮겼다. 이전에는 야금에 말이나 사람을 썼었는데{각각 마배(馬排), 인배(人排)라 한다}, 효율이 좋지 않았다. 한기는 물을 이용하는 수배(水排)를 개발하여 이전에 비해 3배의 이익을 내었고, 임직 7년 만에 물품들이 충실하게 갖춰져 포장을 받았고 사금도위(司金都尉)가 더해져 9경의 반열에 버금가는 지위에 올랐다.
황초 원년(220), 문제(文帝)가 조위를 창건하고서는 의성정후에 봉해졌으며, 황초 7년(226)에는 태상으로 승진하고 남향정후(읍 2백호)로 승급되었다. 당시 아직 제도가 갖춰지지 않아, 조위가 후한의 제후국이던 때의 서울 업(鄴)에 종묘가 있었는데, 한기는 주청하여 업의 신주들을 가져다가 낙양(洛陽)에 종묘를 세우고 제사를 드려 법도에 어긋나는 제사를 폐하였다. 태화 3년(229) 11월, 종묘가 완성되자 부절을 받아 고제, 태제, 무제, 문제의 위패를 업에서 모셔오고, 12월 10일에 신주를 낙양의 종묘에 안치했다. 관직에 8년 있다가 질병을 이유로 물러났다. 경초 2년 2월 11일에 사도가 되었고, 4월 9일에 죽었다. 시호를 공후(恭侯)라 했다.

## 가계

### 관련 인물
한신　한연

## 같이 보기
- 삼국지 인물 목록